# Réserve faunique de Papineau-Labelle
La réserve faunique de Papineau-Labelle est une réserve faunique du Québec située entre les régions de l'Outaouais et des Laurentides, au Canada.  Cette réserve de 1 628 km2 a pour mission de conserver, mettre en valeur et utiliser la ressource faunique.

## Toponymie
Le nom de cette réserve reprend le nom des anciens comtés et commémore Louis-Joseph Papineau (1786-1871) orateur, seigneur de la Petite-Nation et chef du parti patriote et Antoine Labelle (1833-1891), prêtre catholique et ardent défenseur de la colonisation des Laurentides.

## Géographie
La réserve faunique comprend 763 lacs et 42 cours d'eau.

## Protection du territoire
Cette réserve comprend entre autres trois écosystèmes forestiers exceptionnels soit les forêts anciennes du Lac-de-l'Écluse, du Lac-Gagnon et du Lac-Preston. Le gouvernement a aussi prévu de créer une réserve de biodiversité, la réserve de biodiversité projetée des Buttes-du-Lac-Montjoie dans le secteur du lac Montjoie (Laurentides).